# Татцой
Татцой, широконосая капуста сортогруппа листовых овощей, которые ботанически относятся к виду Репа огородная, но в быту чаще называются листовой капустой. Двухлетнее растение, популярная овощная культура в азиатских странах. Тривиальное название происходит от кит. 塌 棵 菜 (tā kē cài), варианты записи тривиального названия на русском: татсой, та-цой.
Ранее Татцой выделялся как самостоятельный ботанический подвид Репы - Brassica rapa subsp. narinosa (L.H.Bailey) Hanelt, но сейчас это название считается устаревшим синонимом самого вида. При современном подходе в соответствии с правилами МКБН и МКНКР корректным названием группы сортов является Brassica rapa Taasai Group.

## Распространение
Родиной растения является Китай, в основном распространена в бассейне реки Янцзы. Овощ популярен в Юго-Восточной Азии, в Японии, где его культивируют как листовой овощ и продают пучками листьев. 

## Описание
Листья фиолетового цвета с зеленым оттенком, широкие, округлые, плотные, хрустящие и формируют приподнятую густую розетку, диаметр которой достигает 40 сантиметров. В теплую погоду листья в розетке расположены вертикально, а в холодную погоду розетка плоская. Высота растения доходит до 20 сантиметров, а вес — до 1,5—2 килограмм. Стебли тонкие и зеленые. Не образует кочана. Цветки желтого цвета с 4 лепестками.

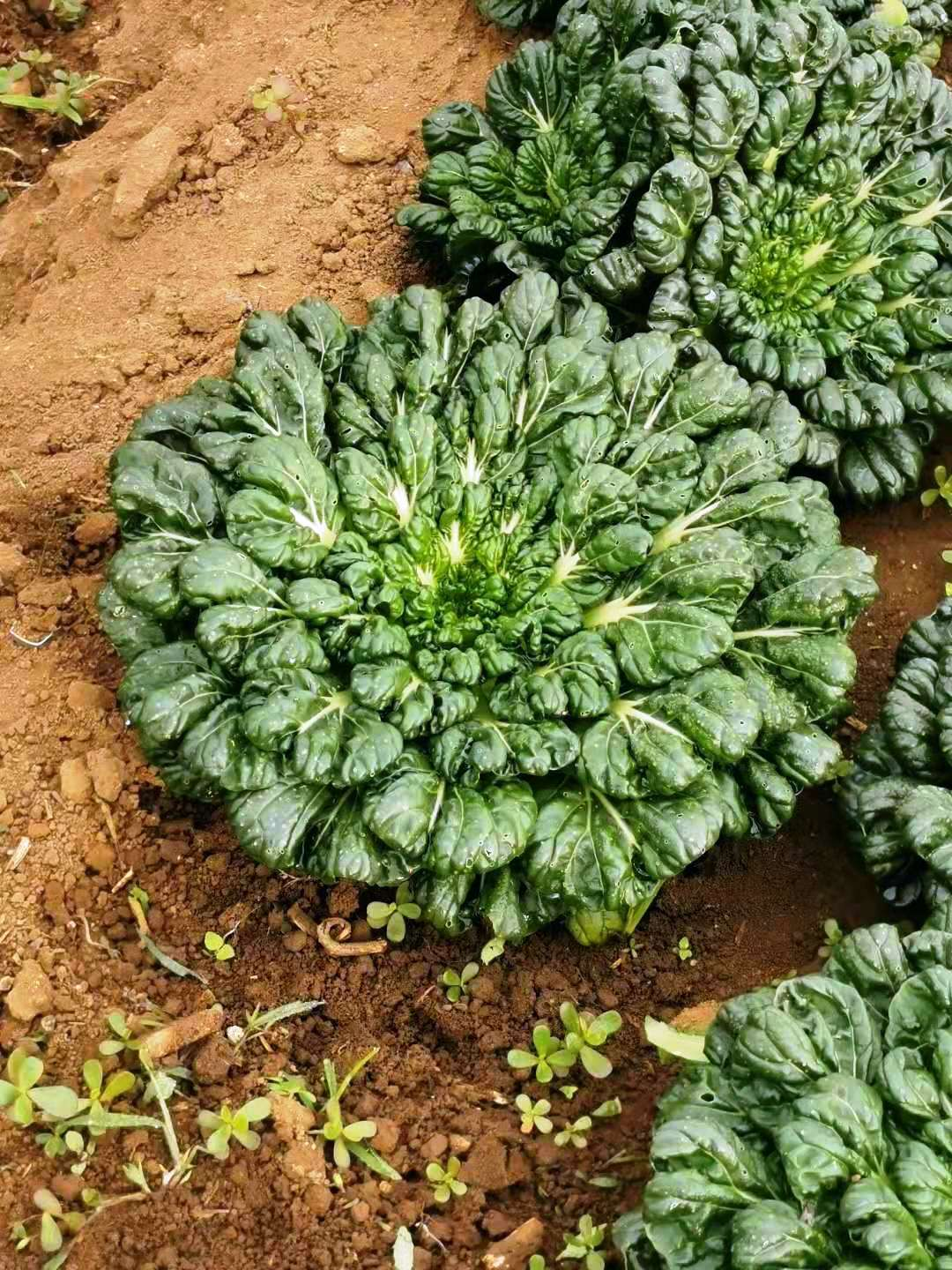
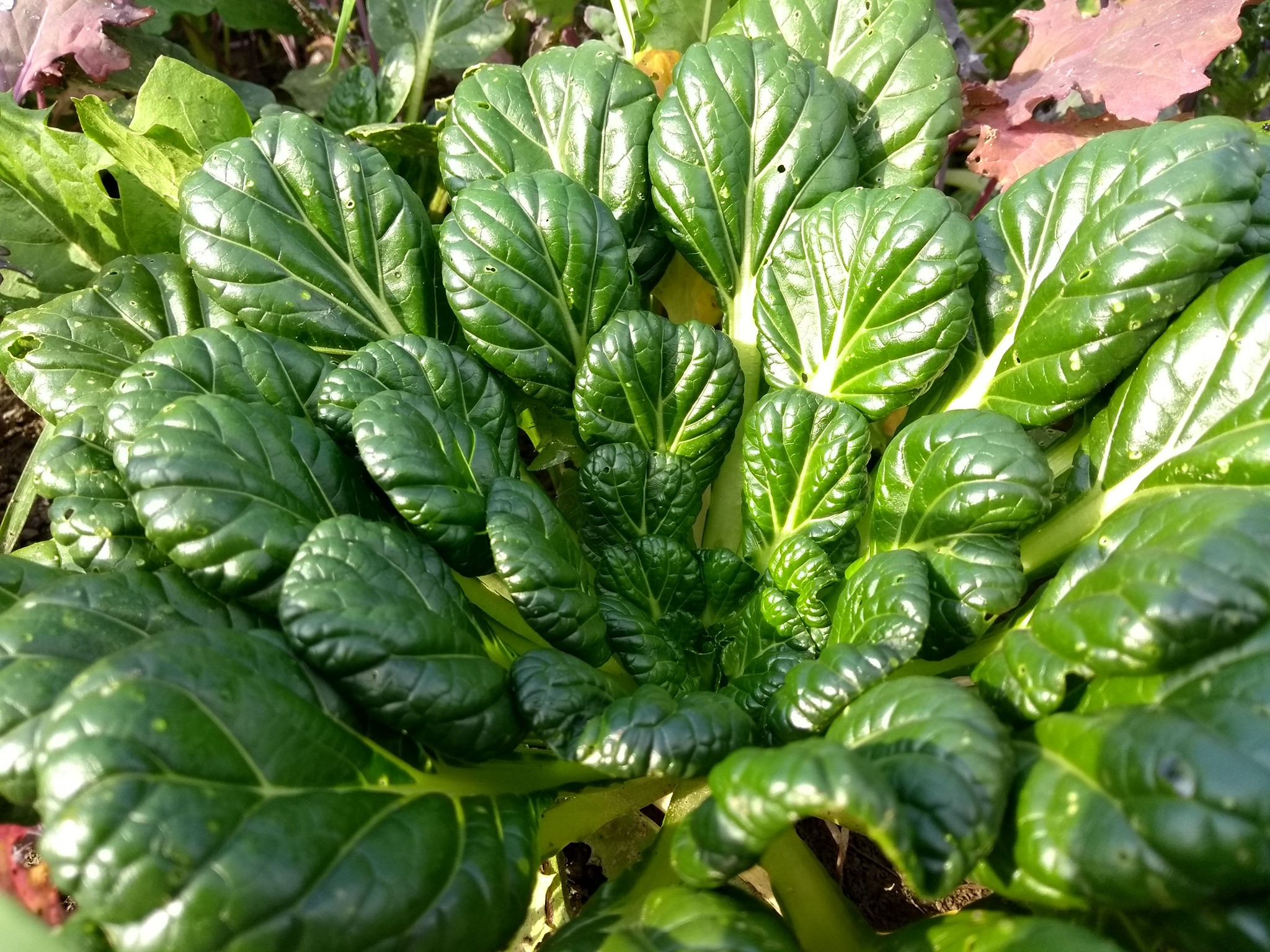
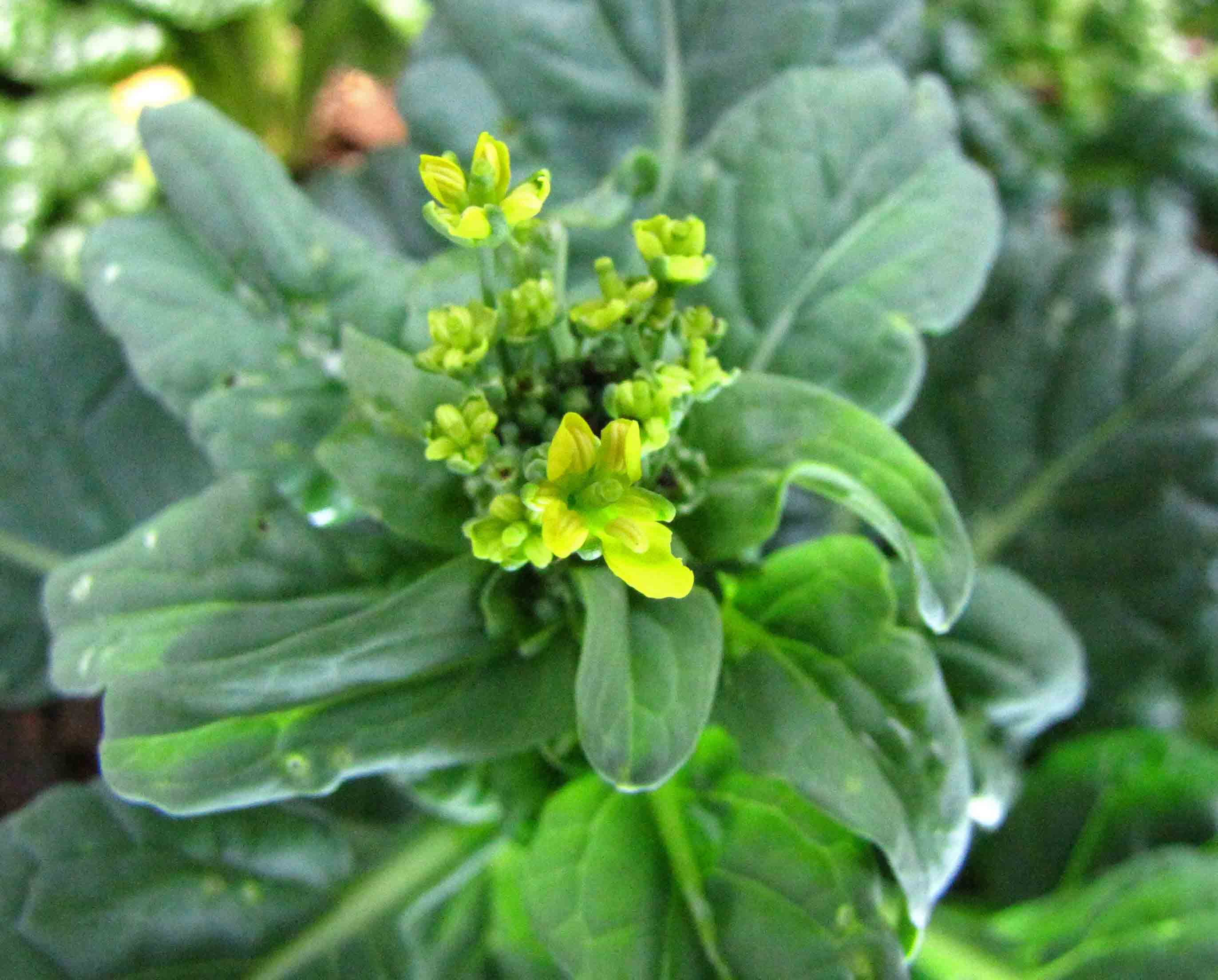

## Значение и применение
Растение неприхотливое и быстрорастущее, на протяжении всего сезона можно выращивать в открытом грунте, а также в домашних условиях на подоконнике. Для роста требуется 3—5 часов солнечного света в день. Предпочитает почву, богатую азотом.
Применяется в кулинарии и медицине. В растении содержатся витамины С и А, минералы, антиоксиданты и практически не содержится жиров. Продукт низкокалориен. Вкус пикантный, горчичный, слабоострый.
В традиционной китайской медицине растение использовалось для улучшения зрения.

## Таксономия
Brassica rapa subsp. narinosa (L.H.Bailey) Hanelt, in R. Mansfeld, Verz. Landwirtsch. u. Gartn. Kulturpfl., Auf. 2, ed. J. Schultze-Motel 1: 305. 1986.

### Синонимы
- Brassica narinosa L.H.Baileybasionym, Gentes Herbarum; Occasional Papers on the Kinds of Plants. [L. H. Bailey Hortorium, Cornell University] 1: 99. 1922.
- Brassica rapa var. narinosa (L.H.Bailey) Kitam., Mem. Coll. Sci. Kyoto Imp. Univ., Ser. B, Biol. 19(3): 80. 1950.
- Brassica rapa var. rosularis (Tsen & S.H.Lee) Hanelt, Feddes Repert. 98(11-12): 554. 1987. — розеточная капуста, сортотип Та-гу-цай[1]
- Brassica campestris subsp. narinosa (L.H.Bailey) G.Olsson
- Brassica rapa var. narinosa (L.H.Bailey) Hanelt